# Byrsopolis laticollis
Byrsopolis laticollis är en skalbaggsart som beskrevs av Hermann Burmeister 1855. Byrsopolis laticollis ingår i släktet Byrsopolis och familjen Rutelidae. Inga underarter finns listade.